# Malgasochilo autarotellus
Malgasochilo autarotellus là một loài bướm đêm trong họ Crambidae.